# Лин Патрик
Лин Патрик (на английски: Lynn Patrick) е псевдоним на американските писателки от Чикаго Патриша Пиниански (на английски: Patricia Pinianski) и Линда Суини (на английски: Linda Sweeney), авторки на бестселъри в жанра любовен роман. За произведенията си използват и псевдонимите Джийн Роуз (Jeanne Rose), Патрис Линдзи (Patrice Lindsey), Рослин Патрик (Roslyn Patrick), Розан Маккена (RoseAnne McKenna) и Рослин Грифит (Roslynn Griffith).

## Произведения

### Самостоятелни романи
- The Perfect Affair (1984)
- Double Or Nothing (1985)
- Mistletoe Magic (1985)
- More Than a Dream (1985)
- Just a Lot More to Love (1986)
- Mystery in the Moonlight (1986)
- Gentleman Farmer (1987)
- The Mermaid's Touch (1987)
- Good Vibrations (1989)
- Cheek to Cheek (1991) – издадена и като „Shall We Dance?“
Сърце до сърце, изд.: „Арлекин България“, София (1993), прев. Йова Тодорова
- Wild Thing (1992)
- Home to Sparrow Lake (2013)
- A Forever Home (2013)

### Серия „Повярвайте в брака“ (Make-Believe Matrimony)
1. The Marriage Assignment (2012)

### Участие в общи серии с други писатели

#### Серия „Тук идват младоженците“ (Here Come the Grooms)
- The Marriage Project (1990)

от серията има още 18 романа от различни автори